# 索普埃尔塔
索普埃尔塔，是西班牙巴斯克自治区比斯开省的一个市镇。总面积43平方公里，总人口2245人（2001年），人口密度52人/平方公里。